# Hydrellia bilobifera
Hydrellia bilobifera är en tvåvingeart som beskrevs av Cresson 1936. Hydrellia bilobifera ingår i släktet Hydrellia och familjen vattenflugor. Inga underarter finns listade i Catalogue of Life.